# Harry Byrne
Pour les articles homonymes, voir Byrne.

a Compétitions nationales et continentales officielles uniquement.

b Matchs officiels uniquement.
Dernière mise à jour le 9 mars 2025.
Harry Byrne, né le 22 avril 1999 à Dublin (Irlande), est un joueur international irlandais de rugby à XV jouant au poste de demi d'ouverture aux Bristol Bears en prêt du Leinster.
Son frère ainé, Ross Byrne, est également un joueur international irlandais de rugby à XV.

## Biographie

### Jeunesse et formation
Harry Byrne naît à Dublin en Irlande. Il fréquente le St. Michael's College de sa ville natale, puis rejoint le centre de formation du Leinster. Il joue également pour l'University College Dublin RFC, le Lansdowne FC  et l'équipe d'Irlande des moins de 20 ans.
Il a un frère ainé, Ross Byrne, qui joue également au rugby à XV.

### Carrière professionnelle
Harry Byrne joue son premier match avec le Leinster durant la saison 2019-2020 du Pro14 contre le Benetton Trévise et marque une pénalité en fin de match qui permet à son équipe de gagner 32 à 27. Cette saison, le Leinster remporte la finale du championnat, battant l'Ulster 27 à 5. Byrne ne participe pas à cette rencontre,. De même en 2020-2021, le Leinster bat le Munster 16 à 6 durant la finale que Byrne ne joue pas,.
Ensuite, il est appelé pour la première fois avec l'Irlande pour la tournée d'été 2021. Il marque dix points lors de sa première sélection contre les États-Unis, une victoire 71 à 10.
En 2024, il est sélectionné pour le Tournoi des Six Nations. Après le départ à la retraite de Jonathan Sexton en 2023, il est en concurrence avec Jack Crowley et Ciarán Frawley pour la place d'ouvreur titulaire en équipe d'Irlande. Il ne participe finalement qu'à deux rencontres dans ce Tournoi remporté par son pays.
À partir de janvier 2025, il est prêté aux Bristol Bears en Premiership pour une durée de trois mois afin de pallier la blessure d'AJ MacGinty.

## Palmarès

### En province
- Leinster
  - Vainqueur du Pro14 en 2020 et 2021

### En sélection nationale
- Irlande
  - Vainqueur du Tournoi des Six Nations en 2024